# 오정아 (바둑 기사)
오정아(吳政娥, 1993년 3월 24일 ~ )는 한국기원 소속 프로 바둑 기사이다. 바둑 기사 이영구의 부인이다.

## 이력
제주 출신으로 다산배에서 우승하고 익산서동배에서 준우승을 차지했다. 2011년 3월 6일 연구생 내신1위로 입단했다. 이 후 연구생 내신입단제도가 폐지되어서 마지막 내신입단한 여성 기사가 되었다. 2011년 지지옥션배 본선진출, 2012년 락스타리그 넷마블팀으로 활동, sg세계물산배 페어 준우승(조한승,오정아조)의 성적을 거두었다. 2013년, 2단으로 승단하고 제4회 인천 실내&무도 아시안게임 바둑 혼성페어에서 동메달(파트너 강승민), 제4회 인천 실내&무도 아시안게임 바둑 여자단체전에서 은메달을 땄다. 2013삼성화재배 본선 32강에 진출(통합예선 여자조)했다. 2014년 국수산맥 국제페어바둑대회에 조훈현과 함께 출전하여 중국, 대만과 공동 우승을 차지했다. 2015년 여자바둑리그 서귀포 칠십리 1주전에 이어 제20기 여류국수전 본선 4강에 올랐으며 제5회 황룡사쌍등배에서 5연승을 했다.
2016년 엠디엠 한국여자바둑리그 본선에 진출하고 제5회 천태산 농상은행배와 제21회 여류국수전에서 준우승을 했다. 2016년 3단으로 승단했다. 2017년 엠디엠 한국여자바둑리그와 제7회 황룡사배, 제1회 한국제지 여자기성전, 제8회 궁륭산병성배 세계여자대회, 2017 크라운해태배 본선에 각각 진출했다. 2018년 엠디엠 한국여자바둑리그 본선에 올랐고 4단으로 승단했다. 2020년 12월, 5단으로 승단했다.